# Sciaphila tosaensis
Sciaphila tosaensis är en enhjärtbladig växtart som beskrevs av Tomitaro Makino. Sciaphila tosaensis ingår i släktet Sciaphila och familjen Triuridaceae. Inga underarter finns listade.